# Església dels Delmes

Fonaments de l'església.

L'Església dels Delmes (en ucraïnès: Десятинна церква, Десятинна церква (Desyatinna tserkva), rus: Десятинная церковь rus,), destruïda per complet al segle xiii, és considerada com el més antic temple cristià de pedra construït a Kíev, al territori de Rus de Kíev i al món eslau orital (Belarús, Ucraïna i Rússia), fet que li fa ser considerada com un símbol en la història d'Ucraïna.

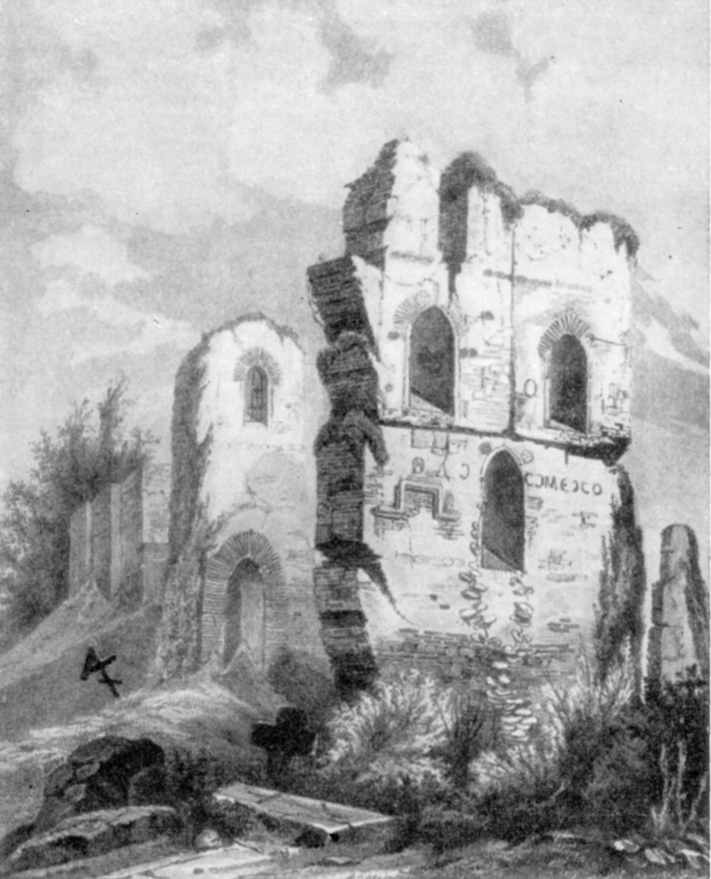
Il·lustració d'Abraham van Westervelde en la qual apareixen les ruïnes de l'Església dels Delmes original (segle xvii).
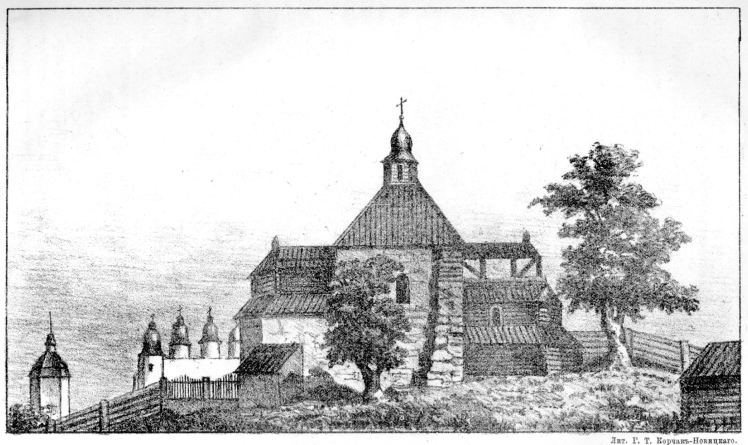
Peu2Il·lustració de l'església construïda al segle xvii.
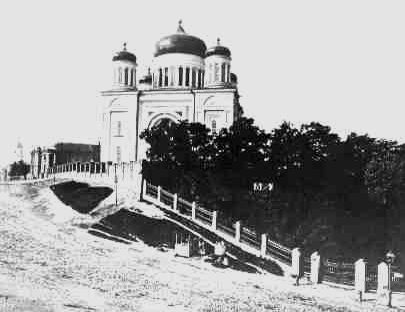
Església del segle xix.
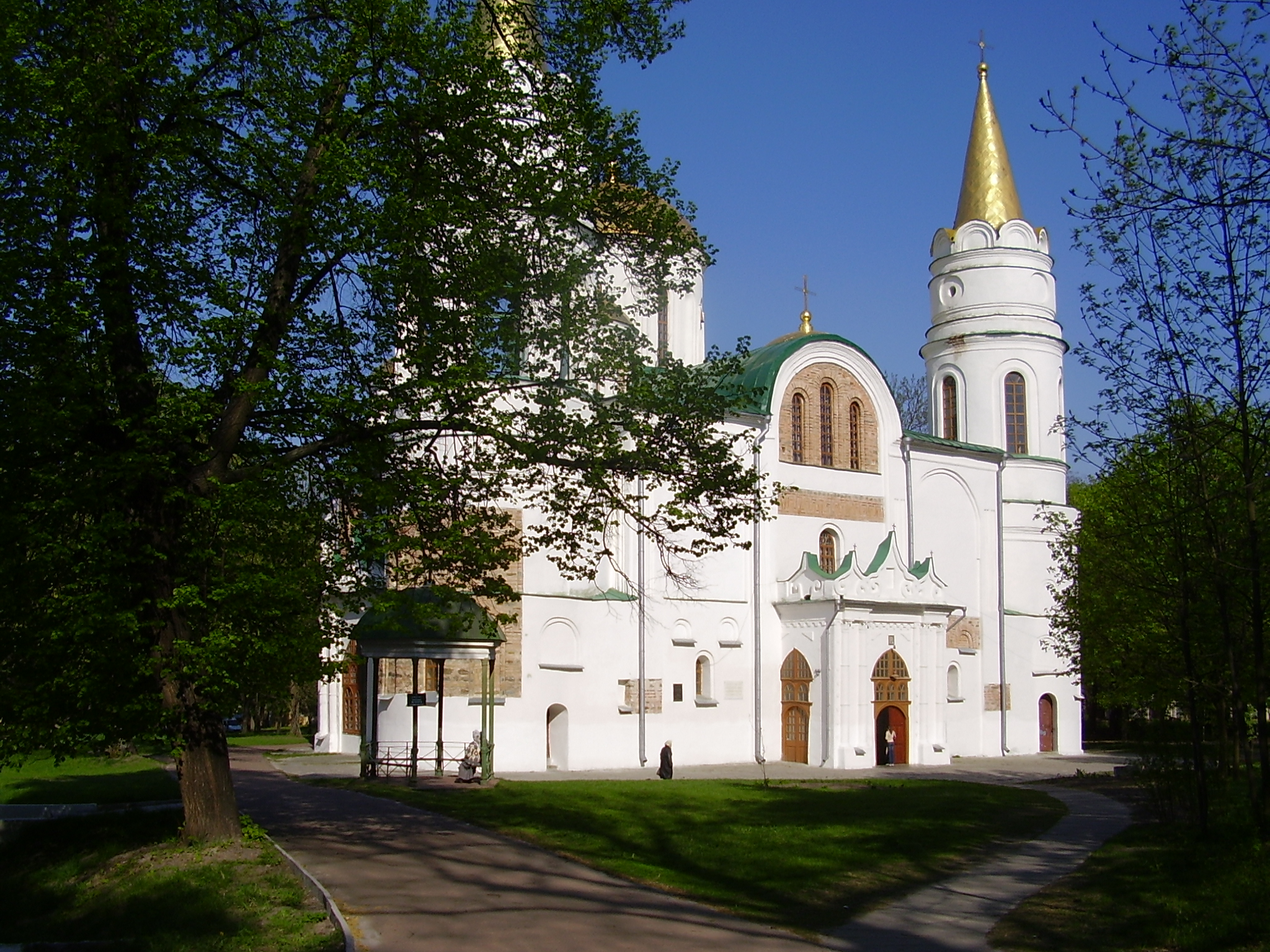
Catedral de la Transfiguració del Salvador de Txerníhiv (1036), construïda prenent com modela l'Església dels Delmes.

Va ser construïda per ordre del Gran Príncep Vladímir el Gran en el mateix lloc on es va produir la mort del protomártir Teodor el Varego i el seu fill Joan entre 989 i 996 en commemoració del baptisme de la Rus de Kíev. El primer nom que va tenir va ser Església de La nostra Senyora per la Dormició de la Theotokos. El nom d'Església dels Delmes es deu al fet que el príncep Vladímir va destinar una desena part dels ingressos estatals per la construcció i manteniment.